# Cascade Cycling Classic (vrouwen)
De Cascade Cycling Classic voor vrouwen was een meerdaagse wielerwedstrijd in de Verenigde Staten. In 1986 werd de wedstrijd voor het eerst georganiseerd, naast de manneneditie.

## Lijst van winnaressen

### Meervoudige winnaressen
| Overwinningen | Renner            | Land             | Jaren       |
| ------------- | ----------------- | ---------------- | ----------- |
| 2             | Kimberly Bruckner | Verenigde Staten | 2000 + 2002 |
| 2             | Kristin Armstrong | Verenigde Staten | 2005 + 2008 |

### Overwinningen per land
| Overwinningen | Land                           |
| ------------- | ------------------------------ |
| 19            | Verenigde Staten               |
| 3             | Canada                         |
| 1             | Australië, Verenigd Koninkrijk |